# Enzo Mattioda
Enzo Mattioda   (Bœurs-en-Othe, 22 d'agost de 1946) va ser un ciclista francès que fou professional entre 1971 i 1977. Durant la seva carrera professional aconseguí 5 victòries, destacant la Bordeus-París de 1973.
El 1970 va guanyar la cursa amateur Paris–Roubaix Espoirs i la cursa per etapes Tour du Bordelais. El 1971 es va convertir en pilot professional de l'equip de ciclisme Peugeot i va romandre actiu com a ciclista professional fins al 1977. El 1973 va guanyar Bordeus–París per davant de Cyrille Guimard . L'any 1975 va guanyar el campionat nacional en la carrera professional per davant d' Alain Dupontreue. El 1974 i el 1976 va quedar subcampió.

## Palmarès
- 1970
  - 1r a la París-Roubaix sub-23
- 1973
  - 1r a Ambert
  - 1r a Selles-sur-Cher
  - 1r de la Bordeus-París
- 1974
  - 1r a Garancières-en-Beauce
- 1975
  - Campió de França en pista de mig fons

Fonts: